# Homalomena impudica
Homalomena impudica är en kallaväxtart som beskrevs av Hersc. och Alistair Hay. Homalomena impudica ingår i släktet Homalomena och familjen kallaväxter.
Artens utbredningsområde är Papua Nya Guinea. Inga underarter finns listade.